# Szebutynci (obwód chmielnicki)
Szebutynci (ukr. Шебутинці) – wieś na Ukrainie, w obwodzie chmielnickim, w rejonie kamienieckim, w hromadzie Nowa Uszyca. W 2001 roku liczyła 554 mieszkańców.
Parafia katolicka należąca do dekanatu kamienieckiego.
Dawny majątek Stempowskich, m.in. Stanisława Stempowskiego. Dzieciństwo spędził tu jego syn Jerzy Stempowski.